# Oswald Durand (administrateur)
Pour les articles homonymes, voir Durand.
Ne doit pas être confondu avec le journaliste et poète haïtien Oswald Durand
Oswald Durand, né le 9 février 1888 à Montady et mort le 17 février 1982 à Paris,, est un haut fonctionnaire et écrivain français, administrateur colonial. 

## Biographie

### Famille et jeunesse
Né le 9 février 1888 à Montady (Hérault), il est le fils de Léonce Durand et Philomène Alguier, qui appartiennent à une famille de vignerons installée depuis 1783 dans une ferme dite des « Cent Écus »,.
Il réalise ses études secondaires dans des lycées de Nantes et de Montpellier. Sportif accompli, il est champion de saut en hauteur du Languedoc en 1906. Souhaitant initialement devenir médecin, il abandonne ses études en raison de la révolte des vignerons qui agite le Languedoc en 1907.
Il réalise son service militaire de 1909 à 1911 au sein du 5e régiment de chasseurs d'Afrique en Algérie. En 1912, il part en Côte d'Ivoire : il vit à Abidjan puis à Agboville, où il reçoit son ordre de mobilisation le 2 août 1914 au déclenchement de la Première Guerre mondiale. Il est au Front du 19 août 1914 au 15 novembre 1918, étant successivement affecté en Lorraine, dans la Somme, à Verdun (tranchée de Calonne notamment) et à Saint-Mihiel. Il reçoit le grade de sous-lieutenant en 1916 puis de lieutenant en 1917. Au cours du conflit, il est cinq fois cité à l'ordre de l'armée en raison de son bon comportement, mais aussi blessé et victime des gaz de combat allemands,. À l'issue du conflit, il reçoit la Croix de Guerre 1914-1918 et la Légion d'honneur à titre militaire.
Il se marie à Armance Baudot le 31 mars 1917 à Toulon. De cette union naissent deux enfants : Yvette Durand (1918-2020) et Jacques Durand (1923-1996).

### Carrière administrative
Après la guerre, il part en Guinée où il devient adjoint des services civils (1920-1921), puis administrateur adjoint. Il exerce ses fonctions en brousse en étant rattaché à la ville de Pita dans la région peule du Fouta-Djalon. Il est nommé commandant du cercle de Mamou en 1922.
En 1924, il est délégué de l'Afrique occidentale française lors de l'Exposition coloniale de Strasbourg. Il occupe par la suite les postes de chef de cabinet du gouverneur (1926-1928) puis de chef de bureau des affaires politiques (1928), avant d'être promu commandant de cercle (1928-1930).

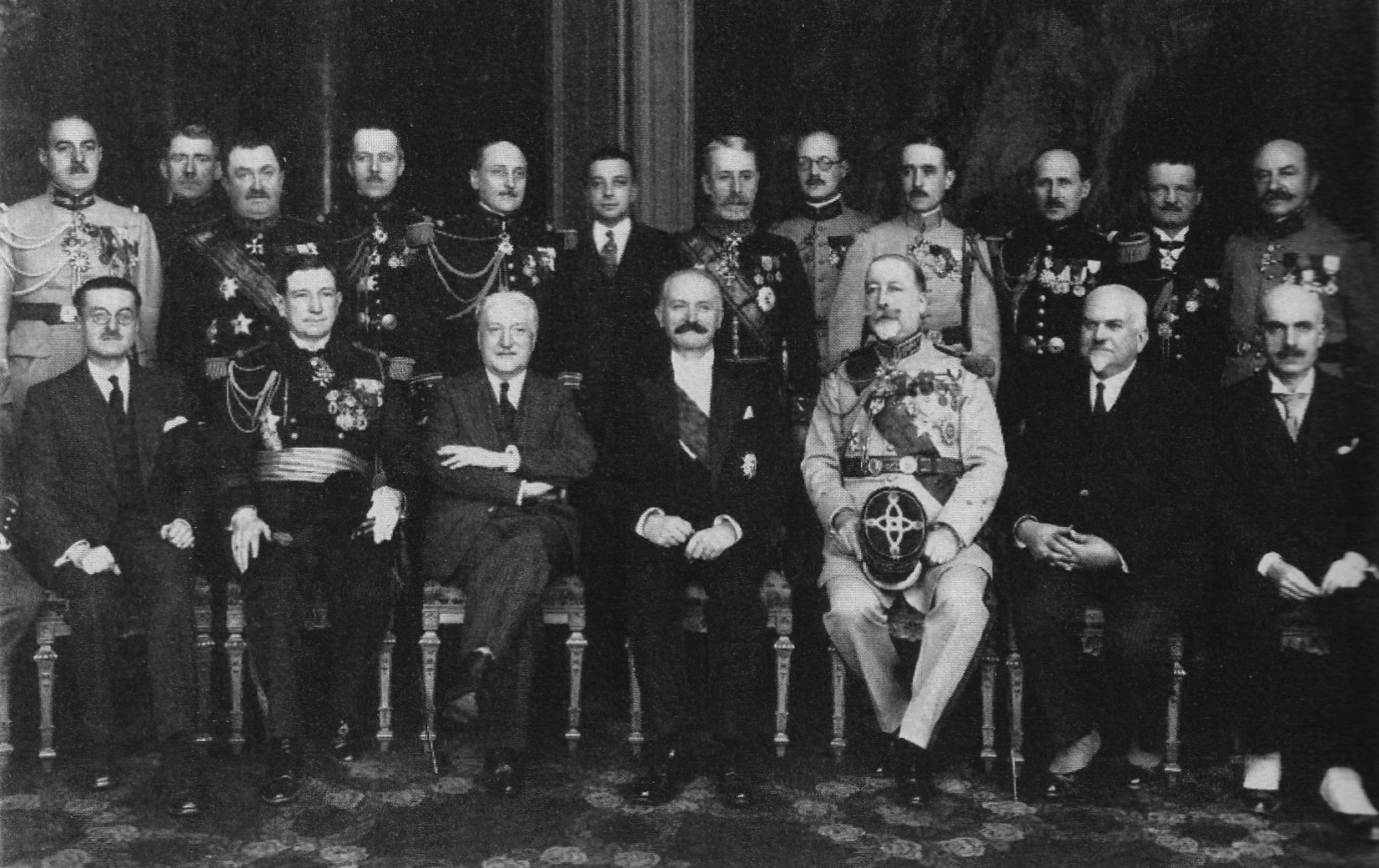
Cabinet du président Albert Lebrun en 1939. Oswald Durand est au premier rang, le plus à gauche.

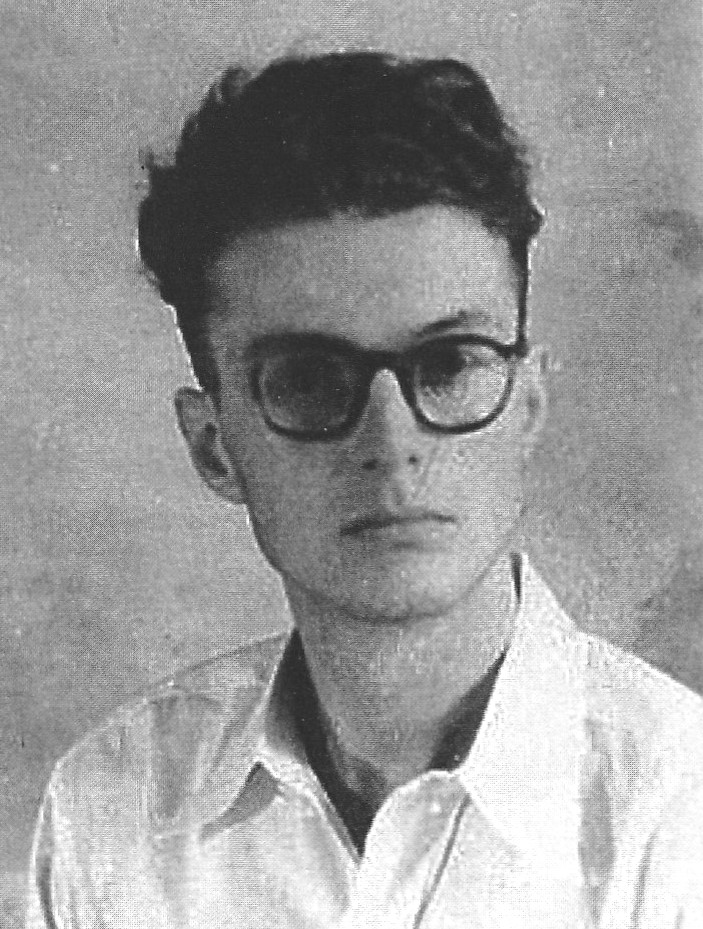
Jacques Durand, son fils, ici en 1943, résistant.

De 1930 à 1940, il est chef adjoint du cabinet du président Albert Lebrun, dont il devient un ami proche,. La chute du président Lebrun et l'avènement du régime de Vichy l'amènent à être mis à en retrait de ses anciennes fonctions par le gouvernement pétainiste. Il occupe brièvement la fonction de directeur de l'office des timbres poste coloniaux (1940-1941), ce qui l'amènera à publier en 1943 un ouvrage dédié aux timbres des colonies françaises. Républicain convaincu, il aide notamment son fils Jacques engagé dans la Résistance. Il repart finalement en Afrique en 1944, où il est nommé secrétaire général de la Société des coloniaux (1944-1945) et gouverneur de la Mauritanie.
Après guerre, il devient gouverneur du Sénégal de 1945 à 1946 en remplacement de Pierre Louis Maestracci, après avoir brièvement occupé la fonction de directeur général des finances à Dakar. En 1947, il est affecté en Côte d'Ivoire en remplacement d’André Latrille, où il achève sa carrière administrative comme gouverneur général honoraire. Il est remplacé à Abidjan en 1948 par Georges Orselli.
Ses connaissances relatives aux techniques agricoles l'amèneront à être élu membre titulaire de la deuxième section de l'Académie des sciences coloniales en 1948, dont il deviendra secrétaire perpétuel en 1954. Au cours de sa carrière, il anime en France de nombreuses conférences, notamment dédiées à la Guinée, aux techniques agricoles africaines ou encore à certaines figures historiques de la conquête coloniale comme André Brue ou René Caillié.

### Carrière littéraire
En parallèle de ses occupations administratives, Oswald Durand se distingue par ses activités littéraires. Son œuvre reflète son intérêt pour le continent africain, tout particulièrement pour la région du Fouta-Djalon qu'il a administrée en Guinée.
Il commence sa carrière littéraire sous le pseudonyme d'Hippolyte Pharaud, publiant en 1924 l'ouvrage Pellobellé, gentilhomme soudanais coécrit avec Joseph Gaillard-Groléas, qui emploie pour sa part le pseudonyme de Prosper Pharaud. L'ouvrage raconte, de manière satirique, le parcours d'un Guinéen appartenant au peuple Kissi, né esclave, devenant tirailleur dans l'armée française, envoyé dans les tranchées en 1914-1918 avant de retourner dans son village. En 1932, il publie sous son véritable nom Les industries locales au Fouta, essai relatif à l’introduction de nouvelles techniques agricoles en Afrique.
En 1932, il devient Président honoraire de l'Association des écrivains combattants, avant de devenir par la suite Vice-président honoraire de la Société des gens de lettres.
En 1935, il publie un premier roman, Terre noire, qui reçoit le Grand Prix de Littérature Coloniale la même année. Selon une analyse du roman formulée en 2019 par Pierre Halen, il s'agit d'un « Prix mérité notamment par un bel usage de la langue et par une construction sans faille de l’action, mais Prix que justifiait sans doute aussi, à l’époque, l'illustration qu'il apportait, par la fiction, à la perspective coloniale d'un développement rapide et fécond de l’agriculture. Dans le récit, cela se fait (...) à l'initiative d’un jeune paysan du cru, mobilisant toutes les énergies de son village contre les habitudes et les pouvoirs traditionnels qui auraient voulu imposer, avec la reconduction de leur autorité, le maintien de formes d'exploitation agricoles dépassées ».
En 1942, il publie un ouvrage dédié au périple de René Caillié à Tombouctou. Puis, en 1943, il publie le roman Vertiges, fiction inspirée de L'Atlantide (1919) se déroulant sur le plateau du Fouta-Djalon. Le roman a été écrit en deux temps, Oswald Durand ayant probablement commencé sa rédaction en 1930 à Pita, avant de le terminer en 1942 à Paris.

## Œuvres
- 1924 : Pellobellé, gentilhomme soudanais (sous le pseudonyme de Hippolyte Pharaud)
- 1932 : Les industries locales au Fouta (essai)
- 1935 : Terre noire. Paris, éditions L. Fournier (roman)
- 1942 : René Caillié à Tombouctou. Tours, imprimerie de Mame.
- 1943 : Vertiges. Paris, éditions L. Fournier (roman)
- 1943 : Les timbres des colonies françaises. Paris, éditions Payot.

Ses œuvres sont rééditées en 2018 par L'Harmattan dans la collection Autrement mêmes, à l'exception de René Caillié à Tombouctou et de son ouvrage philatélique.